# 黎阳之战 (618年)
黎阳之战是618年（魏永平二年、隋大业十四年、皇泰元年、唐高祖武德元年），瓦岗军在黎阳（今河南滑县东北）与宇文化及军队的作战。
618年六月，因为弒杀隋炀帝而大权独揽的宇文化及，率兵十万从江都北上黎阳，分兵把瓦岗军将领徐世勣军围困在黎阳仓城。李密亲自带领二万步骑兵前去迎战。当时，隋朝越王杨侗已称帝，派使者授予李密太尉、尚书令、东南道大行台行军元帅、魏公等头衔，命令他先平宇文化及，然后入朝辅政。
宇文化及兵至黎阳，与瓦岗军相遇，李密知宇文化及军粮草不足，利在急战，于是派兵阻其归路，又派遣徐世勣固守黎阳仓（今河南滑县西），宇文化及多次进攻仓城，不能攻克。李密认为宇文化及军粮已尽，于是假装与他讲和，来麻痹他的部属。宇文化及于是希望李密送粮草，而对其部属用粮不控制。后来他发现中计，非常生气，与李密在卫州的童山（今河南浚县西南）下摆开战场，从早到晚鏖战。李密被流矢射伤马，昏死过去，被部将秦叔宝救回，退兵屯于汲县。宇文化及军队粮尽力竭，部下又纷纷背叛他。于是率部北趋魏县（今河北大名县西南）。宇文化及部将陈智略、张童儿等先后归附瓦岗军。开始的时候，宇文化及留下辎重于东郡（治今河南滑县东），派刑部尚书王轨守护。此时，王轨献东郡投降李密。此战是瓦岗军以寡敌众阻击宇文化及，迟滯了宇文化及北归东都，瓦解了最后的隋军。